# Мырквичка, Иван
Ива́н Мы́рквичка (чеш. Jan Václav Mrkvička; болг. Иван Мърквичка; 23 апреля 1856 года, деревня Видим, Австрийская империя — 16 мая 1938 года, Прага, Чехословакия) — болгарский живописец и график чешского происхождения.

## Биография
Родился в деревне Видим на севере Чехии неподалёку от города Дуба. Учился в Праге (1873—1876) и Мюнхене (1876—1877). В 1881 году по приглашению болгарского правительства приехал в Пловдив, где обрёл вторую родину. Был одним из основателей Рисовального училища в Софии, где он проживал с 1889 года. Выступил как крупнейший мастер болгарской жанровой живописи. С 1918 года являлся членом БАН. В 1921 году вернулся на родину, где занимался рисованием портретов, в том числе известных политиков — Вацлава Кофача, Пржемысла Шамала и Карела Баксу. Умер 16 мая 1938 года в Праге. Похоронен на кладбище Малвазинки.
В числе его известных учеников Стефан Иванов.

## Творчество

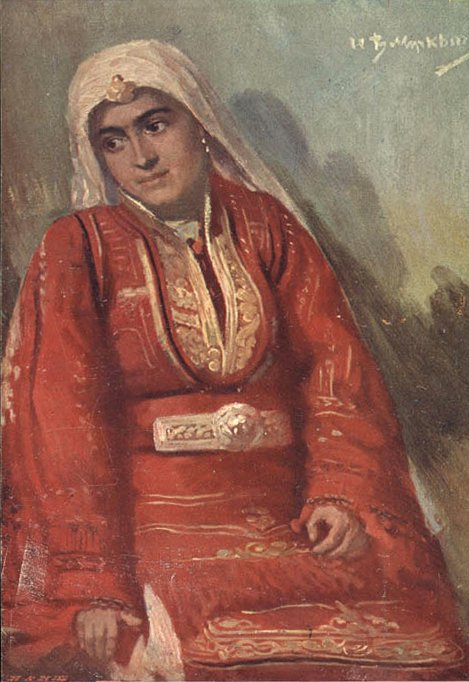
Македонская болгарка, София, 1931

Картины художника в основном изображают народные празднества, сцены крестьянского труда. Наиболее известные картины: «Базар в Пловдиве», 1883(1888); «Шопское хоро», 1888; Поминки, 1895—1896(1899); «Пахарь», 1890-е гг; «Рученица», 1894(1897); «В кырджалийское время», 1897. Мырквичка также является автором ряда портретов и иллюстраций к произведениям болгарских писателей («Под игом» И.Вазова и ряд других).